# Обен, Жан-Себастьян
Жан-Себастьян Обен (фр. Jean-Sébastien Aubin; 19 июля 1977, Монреаль, Канада) — профессиональный канадский хоккеист, вратарь.
На драфте НХЛ 1995 года был выбран в 3 раунде под общим 76 номером командой «Питтсбург Пингвинз». 18 августа 2005 года как неограниченно свободный агент подписал контракт с «Торонто Мейпл Лифс».

## Статистика
```
                                            
Season   Team                        Lge    GP   Min   GA  EN SO   GAA   W   L   T   Svs    Pct
-----------------------------------------------------------------------------------------------
1994-95  Sherbrooke Faucons          QMJHL  27  1287   73   0  1  3.40  13  10   1     0  0.000
1995-96  Sherbrooke Faucons          QMJHL  40  2140  127   0  0  3.56  18  14   2  1001  0.887
1996-97  Sherbrooke Faucons          QMJHL   4   249    8   0  0  1.93   3   1   0     0  0.000
1996-97  Moncton Wildcats            QMJHL  23  1311   72   0  1  3.30   9  13   0     0  0.000
1996-97  Laval Titan College Franc   QMJHL  11   532   41   0  0  4.62   2   6   1     0  0.000
1997-98  Dayton Bombers              ECHL   21  1177   59   0  1  3.01  15   2   2   607  0.911
1997-98  Syracuse Crunch             AHL     8   380   26   0  0  4.10   2   4   1   153  0.855
1998-99  Pittsburgh Penguins         NHL    17   756   28   0  2  2.22   4   3   6   276  0.908
1998-99  Kansas-City Blades          IHL    13   751   41   1  0  3.27   5   7   1   371  0.900
1999-00  Wilkes-Barre/Scranton Pen   AHL    11   538   39   2  0  4.35   2   8   0   261  0.870
1999-00  Pittsburgh Penguins         NHL    51  2789  120   3  2  2.58  23  21   3  1392  0.914
2000-01  Pittsburgh Penguins         NHL    36  2050  107   5  0  3.13  20  14   1   973  0.890
2001-02  Pittsburgh Penguins         NHL    21  1094   65   3  0  3.56   3  12   1   537  0.879
2002-03  Wilkes-Barre/Scranton Pen   AHL    16   919   29   3  3  1.89   8   6   1   433  0.937
2002-03  Pittsburgh Penguins         NHL    21  1132   59   3  1  3.13   6  13   0   530  0.900
2003-04  Pittsburgh Penguins         NHL    22  1067   53   4  1  2.98   7   9   0   521  0.908
2003-04  Wilkes-Barre/Scranton Pen   AHL    13   670   31   0  0  2.78   4   5   2   283  0.901
2004-05  St. John's Maple Leafs      AHL    23  1335   64   0  3  2.87  12   9   0   742  0.921
2005-06  Toronto Marlies             AHL    46  2491  126   3  2  3.04  19  18   2  1127  0.899
2005-06  Toronto Maple Leafs         NHL    11   677   25   0  1  2.21   9   0   2   305  0.924
2006-07  Toronto Maple Leafs         NHL    20   804   46   1  0  3.43   3   5   2   325  0.876

Lge — лига, в которой выступал игрок.
GP — сыгранные матчи.
Min — минуты, проведённые на поле.
GA — пропущенные шайбы.
EN — голы, забитые в пустые ворота.
SO — матчи на «ноль» (без пропущенных шайб).
GAA — среднее число пропускаемых за матч шайб.
W, L, T — количество побед, поражений и ничьх, одержанных командой с этим вратарём.
Svs — отражённые броски («сэйвы»).
Pct — процент отражённых бросков.

```